# Sitthichai Sitsongpeenong
Sitthichai Sitsongpeenong właśc. Anulak Jansuk (taj.สิทธิชัย ศิษย์สองพี่น้อง; ur. 23 września 1991 w Buriram) – tajski kick-boxer oraz zawodnik boksu tajskiego, mistrz świata GLORY w wadze lekkiej.

## Kariera sportowa
W wieku 11 lat zadebiutował w boksie tajskim. Przez większą część kariery toczył walki na stadionach Lumpini i Rajadamnern, wygrywając większość swoich pojedynków. Po wygraniu kilku krajowych tytułów, rozpoczął światową karierę, tocząc zwycięskie pojedynki w Europie. W styczniu 2015 wygrał turniej Kunlun Fight wagi średniej, pokonując jednego wieczoru dwóch utytułowanych Holenderskich zawodników: Murthela Groenharta przez nokaut i Andy'ego Souwera na punkty. Wygrana nad zawodnikami światowego formatu pozwoliła Tajowi związać się z największą organizacją kickbokserską na świecie – GLORY. 
W debiucie dla GLORY, wygrał turniej pretendentów, nokautując w półfinale Dawita Kirię i w finale Josha Jaunceya na punkty. 6 listopada 2015 na GLORY 25, zmierzył się o mistrzostwo świata wagi lekkiej z Robinem van Roosmalenem, ostatecznie przegrywając kontrowersyjnie na punkty z Holendrem. 
Od przegranej z Roosmalenem, był niepokonany w siedmiu kolejnych pojedynkach (zwycięstwa m.in. nad Maratem Grigorianem czy Dawitem Kirią). Poza tym wygrywał finałowy turniej Kunlun Fight 2015 World MAX oraz GLORY Contender Tournament. 25 czerwca 2016 ponownie zmierzył się z Roosmalenem o mistrzostwo wagi lekkiej. Tym razem w oczach sędziów lepszy okazał się Taj, wygrywając niejednogłośnie na punkty i zostając nowym mistrzem GLORY. 10 grudnia 2016 na GLORY 36, obronił tytuł w rewanżowym pojedynku z Maratem Grigorianem, pokonując go jednogłośnie na punkty.
25 marca 2017 po raz drugi zachował tytuł GLORY, pokonując przed czasem Francuza Dylana Salvadora. 1 lipca 2017 wziął udział w turnieju Wu Lin Feng gdzie zwycięzca otrzymywał możliwość walki o pas mistrzowski z mistrzem Yi Longiem. Sitthichai wygrał turniej pokonując w ćwierćfinale Holendra Hassana Toya na punkty, w półfinale 2 września 2017 Niemca Enriko Kehla, również na punkty, natomiast w finale 7 października tego samego roku wypunktował Rosjanina Dżabara Askierowa. 4 listopada 2017 zmierzył się z Yi Longiem którego znokautował wysokim kopnięciem w drugiej rundzie i został mistrzem WLF.
16 lutego 2018 w swojej trzeciej obronie mistrzostwa Glory wagi lekkiej pokonał jednogłośnie na punkty Christiana Bayę, natomiast 12 maja 2018 pokonał jednogłośnie na punkty Tyjaniego Beztatiego z Maroka, broniąc tym samym czwarty raz mistrzostwo Glory.

## Osiągnięcia[12][1]
- 2010: Nuit des Titans – 1. miejsce w turnieju (63,5 kg)
- 2010: mistrz Nuit des Champions w kat. -64 kg
- 2011: Fuktien Group – 2. miejsce w turnieju (66,2 kg)
- 2012: Toyota Vigo Marathon – 1. miejsce w turnieju (67 kg)
- 2012–2014: mistrz Tajlandii PAT w wadze półśredniej (66,6 kg)
- 2013: 1–King – 1. miejsce w turnieju w kat. 70 kg
- 2013: Toyota Vigo Marathon – 1. miejsce w turnieju (69,8 kg)
- 2014: mistrz Stadionu Lumpinee w wadze półśredniej (66,6 kg)
- 2014: Nuit des Champions K-1 Rules – 1. miejsce w turnieju w kat. 70 kg
- 2015: Glory Lightweight Contender Tournament – 1. miejsce w turnieju wagi lekkiej (-70 kg)
- 2015: The Fight League – 1. miejsce w turnieju
- 2016: mistrz świata Kunlun Fight MAX w wadze średniej (-70 kg)
- 2016: Glory Lightweight Contender Tournament – 1. miejsce w turnieju wagi lekkiej
- 2016: mistrz świata GLORY w wadze lekkiej
- 2017: Wu Lin Feng Yi Long Challenge Tournament – 1. miejsce (-71 kg)
- 2017: mistrz świata Wu Lin Feng w kat. -71 kg